# پروزینا
{{Infobox settlement|official_name=پروزینا|settlement_type=شهر|image_skyline=Porozina.jpg|pushpin_map=Croatia|latd=45|longd=14|latm=7|latNS=N|longm=17|longEW=E|lats=50|longs=19
این شهر قدیمی که بر تپه‌ای بالاتر از بندر واقع شده است، در دو دهه اخیر به مکانی جدید برای گذراندن تعطیلات تبدیل شده است.